# ویتنی بلک
ویتنی بلک (انگلیسی: Whitney Blake؛ ۲۰ فوریه ۱۹۲۶ – ۲۸ سپتامبر ۲۰۰۲) یک هنرپیشه، و کارگردان اهل ایالات متحده آمریکا بود. وی بین سال‌های ۱۹۵۶ تا ۱۹۹۸ میلادی فعالیت می‌کرد.